# Фиби Харт
Фиби Харт (енгл. Phoebe Hart) аустралијска је редитељка, предавачица и активисткиња за права међуполних особа, рођена са синдромом неосетљивости на андрогене. Харт предаје филм, телевизију и дигиталне медије на Технолошком универзитету у Квинсленду, и директор је Хартфликер компаније за видео и филмску продукцију. Посебно је позната по свом аутобиографском филму о путовању, Орхидеје, моја интерсекс авантура.

## Рани живот
Харт описује како јој је речено да никада неће имати менструацију нити да има децу, али о разлозима није разговарано и тема је била табу. Када је Харт имала 17 година, њена мајка јој је рекла породичну тајну, да Харт има тестисе у стомаку. Харт је била под притиском да уради гонадектомију (стерилизацију), а у документарцу се суочава са трауматским емоционалним ожиљцима од те операције и тајновитошћу која је повезана са њом. Током снимања њене аутобиографије, њени родитељи су првобитно одбили да буду снимљени.

## Каријера
Харт је завршила студије филма на Технолошком универзитету у Квинсленду 1995 године. Била је укључена у дечији програм Тотали вајлд, документарну јединицу Нетворк Тен, и ријалити Трка око света и Флај Телевизије.
Харт је 2009. године добила докторат, а Орхидеје су биле централни елемент њених докторских студија. Овај документарац се снимао шест година, користећи различите камере, укључујући полупрофесионалне дигиталне камере, домаће ВХС камере и Супер 8. Она описује рад као средство за помоћ младим међуполним људима да се помире са својим телима.
Харт је такође бивши председник Групе за подршку синдрому неосетљивости на андрогене у Аустралији.

## Изабрана библиографија

### Филм
- Харт је корежирала документарну серију под називом Даунандер Градс под условом аустралијског високог образовања за Специјалну радиодифузну службу (СБС), приказану у марту 2008.[7]
- Орхидеје, моја интерсекс авантура [11] је аутобиографски [12] документарац из 2010. о борби једне жене да разуме своје међуполно стање док интервјуише друге међуполне особе на путу ка самооткривању по Аустралији. Редитељка Фиби Харт користила је дигиталне камере и малу екипу укључујући њену сестру Бони Харт. Филм је освојио награду АТОМ за најбољи генерални документарни филм. [13] [14]
- Харт је такође режирала документарни филм Ролер Дерби Долс приказан у ударном термину, 9. септембра 2008.[15]

### Књиге и поглавља у књигама
- „Прављење орхидеја – баштованство интерсексуалног искуства на видео траци, 2013. године. [16][17]
- „Свако од нас“, ресурс за школе који производи Коалиција за безбедне школе Аустралије. Харт се појављује у видео снимку [18] и у водичу за наставне јединице.[19]

### Уреднички радови
- Харт, Фиби (7. 10. 2015). „My intersex body: more than an object of fascination or repulsion to be 'fixed'”. The Independent.
- Харт, Фиби (октобар 2015), „Intersex and disclosure: Into the light”, Archer Magazine

## Препознавање
Харт је добила више награда и академских признања за документарни филм Орхидеје, моја интерсекс авантура, као и академску похвалу за сродну тезу под називом „Орхидеје: Интерсекс и идентитет у документарцу“. Она је Робсонов стипендиста Ормонд колеџа, Универзитета у Мелбурну . 

## Лични живот
Харт и њен муж су желели да оснују породицу и усвојили су дете.